# Cristina Vărzaru
Cristina Georgiana Vărzaru (n. 5 decembrie 1979, Corabia, jud. Olt) este o fostă jucătoare de handbal și fost căpitan al echipei naționale de handbal feminin a României. Ultima echipă la care a jucat a fost CSM București.
Anterior, handbalista a jucat la campioana Danemarcei Viborg HK, cu care avea contract inclusiv în sezonul 2012-2013. Totuși, Vărzaru a semnat, în decembrie 2011, un precontract cu echipa românească din Divizia A Terom-Z Iași. Condiția transferului ei la clubul ieșean ar fi fost promovarea în Liga Națională, însă, în februarie 2012, Cristina Vărzaru a declarat că această precondiție nu mai există, anunțându-și clubul danez că  renunță la ultimul an de contract.
Președintele Terom Z Iași, Florin Zamfir, a declarat că: „Începând cu 1 august 2012, Cristina Vărzaru va fi jucătoarea noastră. Avem deja precontract cu căpitanul echipei naționale a României, iar contractul va fi semnat pe o perioadă de un an, cu opțiune de prelungire pe încă unul”. La echipa ieșeană Cristina ar fi fost coechipieră cu prietena și fosta ei colegă Carmen Amariei.
În cele din urmă, în vara lui 2012, Vărzaru a ajuns la CSM București, cu care a câștigat două titluri de campioană a României, în 2015 și 2016, și Liga Campionilor EHF în 2016.
În 2016 i s-a decernat titlul de cetățean de onoare al municipiului București.
În iunie 2022 Cristina Vărzaru a fost numită team manager al echipei de handbal feminin CSM București.

## Palmares
- Liga Națională:
  -  Câștigătoare (7): 1999, 2000, 2002, 2003, 2015, 2016, 2017

- Cupa României:
  -  Câștigătoare (4): 1999, 2001, 2016, 2017

- Campionatul Danemarcei:
  -  Câștigătoare (4): 2006, 2008, 2009, 2010

- Cupa Danemarcei:
  -  Câștigătoare (3): 2007, 2008, 2009

- Liga Campionilor EHF:
  -   Câștigătoare (4): 2006, 2009, 2010, 2016